# Arnakke (by)
 For alternative betydninger, se Arnakke. (Se også artikler, som begynder med Arnakke)
Arnakke er en landsby på Nordvestsjælland med 383 indbyggere  (2024), beliggende i Ågerup Sogn, cirka 5 kilometer sydøst for Holbæk og 2 km øst for Vipperød. Arnakke ligger i Holbæk Kommune og tilhører Region Sjælland.
Fra landsbyen er der udsigt over Tempelkrogen, den inderste og sydligste del af Isefjorden, der tidligere har været karakteriseret som et fiskerigt farvand, hvorfra omegnens beboere kunne supplere indtægterne fra landbruget.
Arnakke er en gammel landsby, der indtil starten af 1970'erne blot bestod af 10-15 husstande, hvorefter der foregik en række udstykninger af byggegrunde. Størstedelen af indbyggerne bor i dag villaer og parcelhuse på den tidligere Arnakkegårds jorder.
Indtil 1997 havde landsbyen en brugsforening.

## Ordets betydning
Arnakke er et gammelt lokalnavn, der knytter sig til et område, der har været beboet siden stenalderen . Det nævnes første gang i 1171, hvor det hed Arenacks. Siden 1371 er det stavet "Arnakke". Navnet betyder "ørnehoved". Ar er gammelnordisk for ørn- og nakke er det ord vi bruger den dag i dag,og formentlig hentyder til den bakke, som hæver sig over den lille havn op mod landsbyen. Man kan forestille sig, at ørnene svævede over fjorden i gammel tid og det kan man stadig se, hvis man er heldig. Det er ikke ualmindeligt at havørnene kommer på besøg og flyver højt i luften over Arnakke.